# Atlas Copco
Atlas Copco este un lider mondial în furnizarea de soluții de productivitate durabile. Grupul servește clienților prin intermediul compresoarelor inovatoare, soluțiilor de vid, generatoarelor, pompelor, sculelor electrice și sistemelor de asamblare. Atlas Copco dezvoltă produse și servicii axate pe productivitate, eficiență energetică, siguranță și ergonomie. Compania a fost înființată în 1873, are sediul în Stockholm, Suedia și are o acoperire globală care acoperă peste 180 de țări. În 2017, Atlas Copco a avut venituri de 86 (BEUR 9) și aproximativ 34 000 de angajați.

## Istorie
Compania își are fundația în două companii industriale diferite, ambele înființate în zona Stockholm la sfârșitul anilor 1800.
Aktiebolaget Atlas a fost format în 1873, președinte al André Oscar Wallenberg și Edvard Fränckel au fost director general. Compania a reușit să construiască ateliere în zona curentă Atlas din Vasastaden, Stockholm, precum și un atelier de lucru la Södertälje. Atelierele de la Stockholm se află chiar lângă clădirea principală și, de la început, au realizat materiale pentru calea ferată, cum ar fi vagoane, vagoane de marfă, unelte, platane, motoare cu aburi, motoare de aprindere, compresoare și locomotive, dar și cannonball pentru apărare. În anii 1880, ați cumpărat Brynäsvarvet în Gävle.
Până la sfârșitul anilor 1880, compania a suferit o criză economică și a fost reconstruită. Noua companie a fost numită Nya AB Atlas. La începutul anilor 1900, produsele de aer comprimat au devenit din ce în ce mai importante. Primele produse au fost ciocanul cu unghii și dălți. În anii 1910 și 1920 s-au adăugat diferite tipuri de mașini de forare a rocilor

## Domenii de practică
Compresor Tehnologie
Această zonă produce produse pentru industria de petrol, gaze și procese. Produsele fabricate sunt în principal compresoare industriale, turbine de expansiune, compresoare de proces, sisteme de control al aerului comprimat și echipamente de tratare a aerului și a gazelor [5].
Tehnologie vacuum
Tehnologia de aspirare a fost separată de tehnologia compresoarelor și a devenit aria proprie de activitate 2017.
Produce soluții de vid care sunt utilizate, printre altele, pentru a crea un mediu curat în fabricarea, de exemplu, a semiconductorilor.
Tehnologie industrială
Zona în principal produce sisteme de asamblare, produse de asigurare a calității, software și instrumente industriale pentru industrii, cum ar fi vehicule, ateliere și întreținere și service auto.
Inginerie Constructii

Această zonă produce produse precum compresoare portabile, generatoare, compactori, unelte de construcții, unelte ușoare, pompe și echipamente de asfaltare. 
1. ↑   https://www.lobbyfacts.eu/datacard/atlas-copco-ab?rid=895545235721-38 Lipsește sau este vid: |title= (ajutor)
2. ↑   https://www.atlascopcogroup.com/se/media/corporate-press-releases/2017/20170116-mats-rahmstrom Lipsește sau este vid: |title= (ajutor)
3. ↑  Styrelse och bolagskoncern | Atlas Copco Aktiebolag i Stockholm (556014-2720) (în suedeză), accesat în 23 mai 2024
4. ↑  Atlas CopcoÅrsredovisning 2022 (PDF) (în suedeză), accesat în 5 februarie 2024

## Organizatie
Afacerea este organizată în patru domenii de activitate. Organizația are atât unități juridice, cât și unități operaționale. Fiecare unitate [explicație necesară] are un comitet de afaceri care reflectă structura operațională a grupului [explicația necesară]. Responsabilitatea managementului afacerilor este aceea de a acționa ca un consilier și organism decizional în ceea ce privește problemele strategice și operaționale.

## CEO
Atlas-Copco și predecesorii săi au următorii directori / manageri de grup de la formarea din 1873:
- 1873-1887: Eduard Fränckel
- 1887-1909: Oscar Lamm
- 1909-1940: Gunnar Jacobsson
- 1940-1957: Walter Wehtje
- 1957-1970: Kurt-Allan Belfrage
- 1970-1975: Erik Johnsson
- 1975-1991: Tom Wachtmeister
- 1991-1997: Michael Treschow
- 1997-2002: Giulio Mazzalupi
- 2002-2009: Gunnar Brock
- 2009-2017: Ronnie Leten
- 2017-: Mats Rahmström